# Nike de Delos
La Nike o Victoria de Delos es una antigua estatua griega esculpida en mármol que fue encontrada en la isla que le da nombre en el año 1877. En la actualidad se encuentra expuesta en el Museo Arqueológico Nacional de Atenas.

## Descripción
La estatua está realizada con mármol de Paros. Falta la mano derecha del hombro y la izquierda del brazo, excepto los dedos que están pegados al muslo. La pierna derecha y la izquierda debajo de la rodilla también faltan. Llevaba un abrigo que la cubría, sin mangas, y un cinturón en la franja de la cintura, así como un collar y una banda en la cabeza que sostiene la corona que lleva. La Nike de Delos se representa en un inicio de vuelo, como era típico en la época arcaica.

## Interpretación
El arqueólogo e historiador del arte alemán Adolf Furtwängler sugirió que la estatua pertenecía a un pedestal que también se encontró en Delos, donde se leía que el escultor era Archermos de Quíos y su padre Mikkiadis. Pudo tallarse en el siglo VI a. C.